# 林芝地震
林芝地震（ニンティじしん）は、2017年11月18日06時34分（UTC+8 CST）に中華人民共和国チベット自治区ニンティ（林芝）市メンリン県を震央として発生したMs 6.9の地震である。

## 概要
チベット自治区首府のラサ市の東約370km、ニンティ市巴宜区八一鎮の東北東約65kmのナムチャバルワ付近を震央として発生した地震である。地震の規模は中国地震台網では表面波マグニチュード6.9、アメリカ地質調査所ではモーメントマグニチュード6.3としている。震源の深さは10kmと浅く、震央付近で局地的に大きな揺れになったと推定されており、中国地震烈度表でVII以上のエリアの人口は約9千人と推定されている。

## 被害・影響
メンリン県直白村で負傷者3名が確認された。巴宜区魯朗鎮では家屋に亀裂が入ったり、屋根が崩れるなどの被害が発生した他、震源周辺の村々では停電が発生した。また、メンリン県では崖崩れによって土砂が山道に流れ込み、通行が困難となった。